# Locust (Karolina Północna)
Locust – miasto w Stanach Zjednoczonych, w stanie Karolina Północna, w hrabstwie Stanly.